# Anna Katarzyna Radziwiłłowa
Anna Katarzyna Radziwiłłowa, död 1746, var en adlig polsk magnat. 
Hon är känd för sitt inflytande över sin make under hans tid som storkansler i Litauen och tillskrevs ansvaret för hans tyranniska handlingar. 